# Marcello Panni
Marcello Panni (* 24. Januar 1940 in Rom) ist ein italienischer Komponist und Dirigent.

## Leben
Panni studierte Klavier, Dirigieren und Komposition am Konservatorium der Accademia Nazionale di Santa Cecilia. Er setzte dann seine Ausbildung als Komponist an der Accademia bei Goffredo Petrassi fort und studierte Dirigieren bei Manuel Rosenthal am Pariser Konservatorium. 1969 debütierte er als Dirigent eines Konzerts mit Werken Petrassis bei der Biennale di Venezia.
1971 gründete er das Ensemble Teatro-Musica, mit dem er durch Europa tourte und Werke von Dieter Schnebel, John Cage, Francsco Pennisi, Luciano Berio, Sylvano Bussotti, Aldo Clementi, Franco Donatoni und Morton Feldman aufführte und aufnahm. Mit seinem Ensemble führte er 1972 in Zusammenarbeit mit Piero Dorazio und Mario Ricci die Musikpantomime Klangfarbenspiel auf und 1976 beim Maggio Musicale Fiorentino in Zusammenarbeit mit Memè Perlini und Antonello Aglioti Alberto Savinios La Partenza dell’Argonauta. Als Gastdirigent hatte er regelmäßige Auftritte an der Pariser Oper, an der Metropolitan Opera, am Bolschoi-Theater und der Wiener Staatsoper. Er dirigierte die Welturaufführungen von Feldmans Neither (1976) und Philip Glass’ The Civil Wars (1984) in der Opera di Roma und von Bussottis Cristallo di Rocca am Teatro alla Scala. Daneben unterrichtete er von 1980 bis 1984 Komposition am Mills College in Oakland.
Im Jahr 1994 wurde Panni künstlerischer Leiter des Orchestra dei Pomeriggi Musicali in Mailand und Musikdirektor der Oper Bonn. 1997 übernahm er die künstlerische Leitung der Oper und des Philharmonischen Orchesters von Nizza, von 1999 bis 2004 und erneut von 2007 bis 2009 leitete er die Accademia Filarmonica Romana. 2000 verließ er Nizza und wirkte für zwei Saisons als künstlerischer Berater am Teatro San Carlo in Neapel. Von 2008 bis 2011 war er Chefdirigent des Orchestra Tito Schipa in Lecce. 2018 wurde er künstlerischer Leiter des Orchestra Sinfonica Siciliana.

## Werke
- Prétexte für Orchester, 1964
- Empedokles-Lied (nach dem Gedicht „Der Tod des Empedokles“ von Friedrich Hölderlin) für Bariton und Orchester, 1965
- Arpège für Harfe und Perkussion, 1967
- D’Ailleurs für Streichquartett, 1967
- Patience für Chor und Orchester, 1968
- Trenodia für Viola und elf Streicher, 1991
- Missa Brevis für Chor, Kinderstimmen, Blasinstrumente und Perkussion, 2000
- Sinfonietta für Kammerorchester, 2001
- Hanjo, Oper nach einem Schauspiel von Yukio Mishima, 1994
- Il Giudizio di Paride, Oper, eigenes Libretto nach den Dialogen des Lucian von Samosata, 1996
- The Banquet (Talking About Love), Oper, Libretto von Kenneth Koch, 1998
- Garibaldi en Sicile, Oper, Libretto von Kenneth Koch nach Les Garibaldiens von Alexandre Dumas, 2005